# Kamala och Amala
Kamala och Amala var två så kallade vilda barn. Flickorna hittades i Indien på 1920-talet och påstods ha uppfostrats av en vargfamilj. Historien fick mycket uppmärksamhet och blev omdiskuterad. Den präst som påstod sig ha upptäckt flickorna är den enda källan till berättelsen. Många nutida forskare hävdar att flickorna var autistiska och historien om vargarna påhittad.

## Upptäckten
Under 1926, berättade Joseph Amrito Lal Singh, rektor för ett lokalt barnhem i Calcutta, att han hade fått de två flickorna av en man som levde i djungeln nära byn Godamuri, Midnapore, och att flickorna, när han först såg dem, levde i en slags bur nära huset. Senare hävdade han att han själv räddade flickorna från vargarna den 9 oktober 1920. 
Han gav barnen namnen Kamala och Amala och skrev sina observationer av dem i en "dagbok" (som består av lösa ark, delar av den är odaterade) under nästan tio år, vilket är en av de bästa dokumentationerna av varg-barn och försök att lära dem mänskliga beteenden. Dagboken påbörjades den 17 oktober 1920 och uppger att "... vargmodern, vars karaktär är så grym och tillgivenhet så sublim. Det slog mig med förundran. Jag förvånades över att vargar hade en sådan ädel känsla som till och med överträffar människans ... att ge all den kärlek och tillgivenhet till dessa främmande varelser, likt den perfekta mamman. " Kamala var då omkring åtta år gammal, Amala cirka 18 månader.

## Beteende
Singh hävdar i sin dagbok att de två flickorna på barnhemmet uppvisade varg-liknande beteende, vilket är typiskt för vilda barn. De ville inte låta sig kläs i kläder och klöste och bet personer som försökte mata dem, de vägrade äta lagad mat och gick på alla fyra. De båda flickorna hade utvecklat tjocka hudvalkar på sina handflator och knän från att ha gått på alla fyra. Flickorna var mestadels vakna på natten, de visade en stor ovilja mot att vistas i solsken och kunde se mycket bra i mörker. De uppvisade även ett förbättrat luktsinne och en förbättrad hörsel.
Flickorna föredrog att äta rått kött direkt ur en skål på marken. De verkade vara helt okänsliga för kyla och värme och verkade inte visa några mänskliga känslor av något slag, förutom rädsla. De talade inte, men på natten ylade de likt vargar, man trodde att de försökte söka kontakt med sin vargfamilj.
Singh hävdar att han tog på sig den svåra uppgiften att försöka lära flickorna vanligt mänskligt beteende. Amala dog 1921 av en njurinfektion. Kamala visade tecken på sorg vid systerns död. Efter detta blev Kamala mer tillgänglig. Hon lärde sig småningom att vistas inomhus och till viss del att umgås med andra människor. Efter år av hård träning lärde hon sig att gå upprätt lite grann, men återgick till att gå på alla fyra om hon behövde gå ta sig någonstans snabbt. Hon lärde sig även att säga några ord. Hon dog år 1929 av njursvikt.

## Ifrågasatta uppgifter
På grund av många olika versioner, och ingen av dem bevittnat av någon annan än pastor Singh själv, kvarstår det stora kontroverser om sanningshalten i historien. De flesta forskare anser Amala och Kamala var två barn som led av utvecklingsstörning och hade medfödda defekter. Myten om barn som har tagits upp i vargflockar är vanlig i Indien och skapades just för att förklara djurliknande beteende hos övergivna barn. Detta görs bland annat i Rudyard Kiplings berättelser om Mowgli i novellsamlingen Djungelboken.